# Čenkov u Bechyně
Čenkov u Bechyně è un comune della Repubblica Ceca facente parte del distretto di České Budějovice, in Boemia Meridionale.